# Antonio Márquez Serrano
Antonio Márquez Serrano,  connu également sous le nom de Antonio Márquez, né le  23 avril 1899 à Madrid et mort dans la même ville le 14 novembre 1988, est un torero espagnol.

## Présentation et carrière
Il commence  sa carrière taurine comme  becerrista puis comme novillero. Il connaît un certain succès jusqu'en 1921, année de son Alternative  à Madrid des mains  de Juan Belmonte face  au taureau Molinero de la ganadería de González Nandín.
Sa carrière est interrompue par son service militaire qu'il effectue au Maroc. Il confirme son alternative à Madrid le 17 mai 1923, avec pour parrain Maera, devant un taureau de la ganadería Sánchez Rico. En 1933, il épouse la chanteuse Concha Piquer alors très populaire 

## Style
Considéré comme torero complet dans toutes les phases de la lidia, il fait partie des figuras entre 1920 et 1930. Académique, élégant, on l'admirait pour sa distinction et ses media-veronicas particulièrement réussies. Mais sa froideur le rendait parfois ennuyeux. De sorte que, lorsqu'il a interrompu ses activités dans le ruedo pendant une saison, il  a eu beaucoup de mal à revenir à son meilleur niveau.
L'année de sa retraite, il totalisait 402 corridas et il n'est jamais tombé totalement dans l'oubli. Il a gardé des contacts étroits avec le mundillo en devenant ganadero.